# Ephippiochthonius microtuberculatus
Espèce
Synonymes
- Chthonius microtuberculatus Hadži, 1937

Ephippiochthonius microtuberculatus est une espèce de pseudoscorpions de la famille des Chthoniidae.

## Distribution
Cette espèce se rencontre en Macédoine du Nord, en Bulgarie, en Serbie et au Autriche.

## Publication originale
- Hadži, 1937 : Pseudoskorpioniden aus Südserbien. Glasnik Skopskog Naucnog Drustva, vol. 17, p. 151-187.